# Nesrečno nabijanje ali odštekani porno
Nesrečno nabijanje ali odštekani porno (romunsko Babardeală cu bucluc sau porno balamuc) je romunski komično-dramski film iz leta 2021, ki ga je režiral in zanj napisal scenarij Radu Jude, v glavnih vlogah pa nastopajo Katia Pascariu, Claudia Ieremia in Olimpia Mălai. Zgodba prikazuje učiteljico Emi (Pascariu), katere kariera in ugled ogrozi nepooblaščena objava osebnega posnetka spolnosti, ki sta ga posnela z možem Eugenon, na internetnih pornografskih straneh. Starši učencev in šolski sodelavci skličejo izredni sestanek in zahtevajo njen odstop, toda ne želi popustiti pod pritiski. Film se zaključi s prikazom treh različnih koncev, v prvem je na sestanku oproščena obtožb, v drugem mirno sledi pozivu za odstop, v tretjem pa se prisotnim po pozivu za odstop v slogu superjunakinje maščuje. 
Film je bil premierno prikazan 2. marca 2021 na 71. Mednarodnem filmskem festivalu v Berlinu in osvojil zlatega medveda za najboljši film.

## Vloge
- Katia Pascariu kot Emilia »Emi« Cilibiu
- Claudia Ieremia kot ravnateljica
- Olimpia Malai kot ga. Lucia
- Nicodim Ungureanu kot g. Gheorghescu
- Andi Vasluianu kot g. Otopeanu
- Tudorel Filimon
- Ilinca Manolache
- Alexandru Potocean
- Dana Voicu